# Operation Dracula
Japanische Eroberung 1941/42

Bilin – Sittang – Pegu (Taukkyan) – Rangun – Yunnan-Burma-Straße (u.a. Tachiao – Oktwin – Toungoo – Yenangyaung – Lashio I)
1942/43

Burma-Kampagne 1942–1943

Arakan I – The Hump – Chindits
1944

Schlacht um Nordburma und West-Yunnan 1943–1945

Burma-Kampagne 1944

Arakan II – Ha-gō – Lashio II – Sangshak – Myitkyina – U-gō (Imphal – Kohima – Tennisplatz) – Mogaung – Song shan/Huitong-Brücke – Dan-gō
1944/45

Burma-Kampagne 1944–1945

Bhamo – Arakan III (Kangaw und Höhe 170 – Ramree) – Meiktila/Mandalay – Pakokku – Lashio III – Tanlwe Chaung – Operation Dracula – Sittang
Die Operation Dracula bildete im Zweiten Weltkrieg den Abschluss des Burmafeldzuges. In diesem Unternehmen besetzte die britisch-indische 14. Armee unter General Slim Ende April und Anfang Mai 1945 die noch von japanischen Truppen gehaltene birmanische Hauptstadt Rangun durch eine amphibische Landungsoperation. Bei diesem Angriff kam es zu keinen großen Kämpfen mehr, weil die japanischen Verteidiger die Stadt bereits geräumt hatten.

## Vorgeschichte

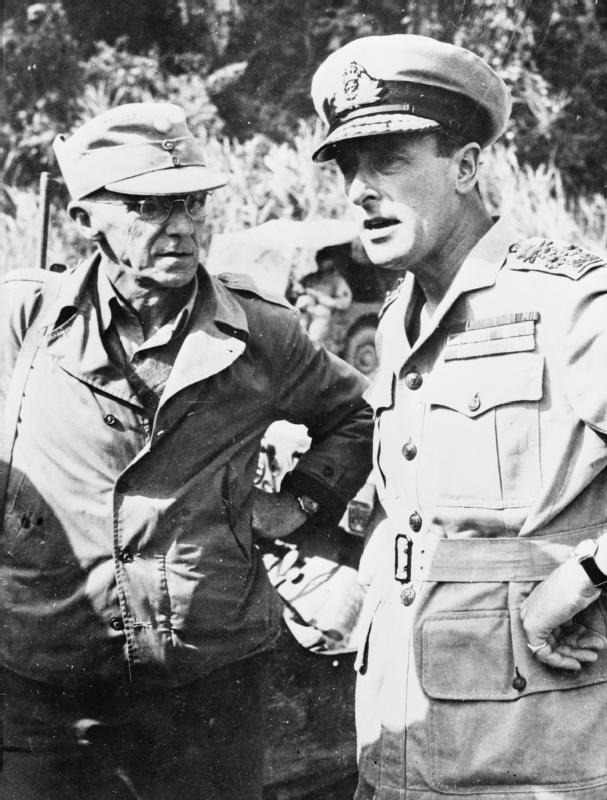
Die alliierten Oberbefehlshaber in Burma Lord Mountbatten und General Stilwell

Nach wechselvollen Kämpfen bis zum Sommer 1944 wurde die Lage der Japaner unhaltbar, Mandalay fiel am 20. März nach Straßenkämpfen in die Hände der indischen 19. Division (Generalmajor T. W. Rees). Die Briten behielten dank ihrer Luftüberlegenheit die Initiative und gingen in einen Bewegungskrieg über, bei dem sie aus ihren Stellungen ausbrachen und die japanischen Truppen verfolgten. Am 28. April durchschnitten die vorrückenden Truppen der 14. Armee die Straße zwischen Pegu und dem Fluss Sittaung und unterbrachen damit die japanische Kommunikation zwischen Rangun und Moulmein. Die Japaner gaben die Kontrolle über den westlichen Teil der Stadt Pegu auf und zerstörten alle Brücken über den Fluss Pegu, die ihre Positionen vom östlichen Teil des Stadtgebiets trennten. Die Wasserbecken und überfluteten Felder verhinderten, dass die 17. Division ein geplantes Umgehungsmanöver ausführen konnte. Am 29. April besetzte die 17. Indische Division (General P. T. Cowan) Payagyi und nahm mehrere Dörfer in der Nähe. Der Vormarsch der 14. Armee über den Sittang brachte am 2. und 3. Mai die vollständige Einnahme von Pegu und Prome.

### Planung
Im Oktober 1943 wurde Louis Lord Mountbatten als Nachfolger von Archibald Wavell zum obersten alliierten Kommandeur des South East Asia Command (SEAC) ernannt. Er drängte im Sommer 1944 nach der Schlacht um Kohima zur zügigen Verfolgung und erhielt dafür die Unterstützung des amerikanischen Commandos unter General Stillwell. Das Unternehmen zur Rückeroberung Ranguns wurde Operation Dracula getauft, und das Datum zum Angriff wurde von der Royal Navy unter dem Kommando von Admiral Arthur Power, der für den amphibischen Teil des Angriffs auf Rangun verantwortlich war, entschieden. Bei der Planung der Operation mussten einige Probleme überwunden werden. Eine Gefahr bestand darin, dass der amphibische Angriff von Einheiten der Kaiserlich Japanische Marine entdeckt werden konnten, wenn sich der Landungskonvoi Rangun näherte. Obwohl General Frank Messervy und einige seiner Befehlshaber es für möglich hielten, Rangun noch Anfang Mai zu erobern, war die Versorgung der 14. Armee aufgrund des schnellen Vormarsches und der langen Wege wenig abgesichert. Der Monsun stand unmittelbar bevor, und die heftigen Regenfälle hätten viele der Straßen unpassierbar und eine Luftversorgung unmöglich gemacht. Es wurde befürchtet, dass die Japaner Rangun bis zum letzten Mann verteidigen würden, bevor sie kapitulieren würden. Bevor der Befehl zur Operation Dracula erteilt wurde, hatte sich das Südostasien-Kommando bereit gemacht, an der Grenze zu Malakka die wichtigen Positionen bei Victoria Point (Kawthaung), Mergui (Myeik) und die Insel Phuket zu besetzen, dieses Unternehmen sollte den Codenamen Operation Roger tragen.
Die Planer der Operation Dracula waren besorgt, dass die Landungsschiffe, welche die Sturmtruppen der indischen 26. Division beförderten, vom Gegner angegriffen würden. Luftunterstützung wurde als entscheidend für den Erfolg der Operation angesehen, die japanische Fliegertätigkeit im Raum Toungoo wurden vor den Tagen des Unternehmens aufgeklärt. Es gab auch das Problem der Verteidigung in und um den Fluss Rangun, auf dem die Landungsboote segeln sollten. Der Fluss selbst war stark vermint – ein Ergebnis der japanischen Verteidigungsmaßnahmen – und er musste von Minen geräumt werden, bevor ein amphibischer Angriff erfolgen konnte. Obwohl die Briten dank Ultra-Informationen wussten, dass das Hauptquartier der Regionalarmee Burma schon am 24. April Rangun verlassen hatte, konnte man aber nicht glauben, das auch die Feldtruppen abgerückt wären. Man war daher der Auffassung, dass die Anlandungen einen heftigen Widerstand erfahren würden. General Kimura Heitarō hatte beschlossen, Rangun nicht zu verteidigen, sondern die Stadt zu evakuieren und sich nach Moulmein in Südburma zurückzuziehen. Obwohl er vom Oberbefehlshaber Terauchi Hisaichi, Oberbefehlshaber der Heeresgruppe Süd, den Befehl erhalten hatte, Rangun bis zum Tod zu halten, erkannte er, dass dies zur sinnlosen Vernichtung seiner letzten verbliebenen Streitkräfte führen würde. Kimura wurde von seinem Generalstabschef, General Tanaka Shin’ichi, abgelöst der noch Befehl gab, in der Stadt Stellungen zu befestigen.
Nach dem modifizierten Plan für die Operation, sollte die indische 26. Division unter dem Befehl von General Henry M. Chambers zusätzlich Brückenköpfe auf beiden Seiten des Flusses Rangon errichten. Eine andere Division würde die Brückenköpfe einige Tage später benutzen, um den Hauptangriff auf die Stadt zu starten. Die Marine- und Luftfahrzeuge für die Operation Dracula waren bereits bereitgestellt.
Gleichzeitig hatte General Leese, Oberbefehlshaber der Allied Land Forces South-East Asia (ALFSEA) angeordnet, dass sich die 14. Armee mit nur vier Divisionen am Vormarsch nach Süden beteiligen sollte, mehr waren notfalls von der Luft aus nicht zu versorgen. Dabei sollte das XXXIII. Korps (General Stopford) den Irrawaddy aus dem Raum Yenangyaung abwärts nach Prome vorrücken, während das IV. Korps (General Messervy) parallel über die Hauptstraße direkt auf Rangun vorgehen sollte.
Zwei Tage bevor das Unternehmen Dracula stattfand, bombardierte die Flotte mehrere Häfen und Flugplätze und entdeckte einen japanischen Truppenkonvoi, der mehr als tausend japanische Truppen ins nahe gelegene Moulmein transportieren sollte. Alle Schiffe wurden versenkt. Der Royal Air Force wurden zur Unterstützung zwei Staffeln Langstreckenjäger der United States Army Air Forces sowie acht Staffeln B-24 Liberator und vier Staffeln B-25 Mitchell zur Verfügung gestellt.

## Verlauf

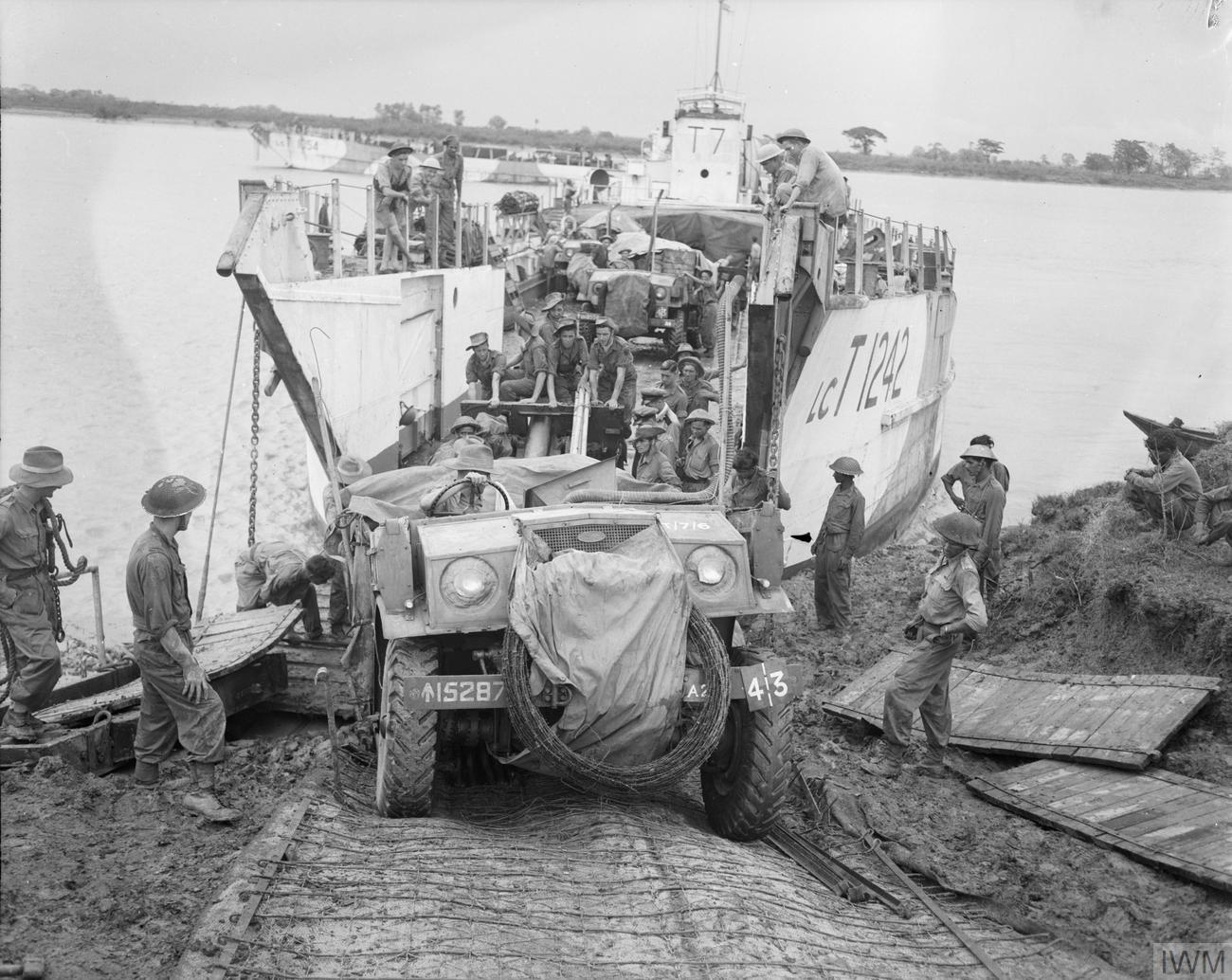
Truppenlandung der indischen 26. Division bei Rangun am 2. Mai 1945

Das im Raum Arakan stehende Hauptquartier des britisch-indischen XV. Korps unter General Sir Philip Christison hatte die amphibische Operation der Bodentruppen zu organisieren. Die indische 26. Division (Generalleutnant Chambers) und andere Streitkräfte segelten zwischen dem 27. und 30. April an Bord von sechs Schiffskonvois von den Inseln Akyab und Ramree ab. Die Marine-Deckung bestand aus einem Geschwader von vier Geleitträgern, zwei Kreuzern und vier Zerstörern sowie dem 3. Schlachtschiff-Geschwader unter Oberbefehl von Vizeadmiral Harold Thomas Walker. Die riesige Invasionsflotte, die sich in der Nähe der Mündung des Rangon-Flusses versammelte, wurde von der Royal Air Force gedeckt. Um sicherzustellen, dass die amphibischen Elemente unbehelligt bleiben, wurde die 21st Aircraft Carrier Squadron (Commodore G. N. Oliver) mit vier Geleitflugzeugträgern, zwei Kreuzern und vier Zerstörern als Deckung für die Landungen eingesetzt. Weiter draußen unterstützte das 3. Flotten-Geschwader mit zwei Geleitträgern (Empress und Shah), zwei Schlachtschiffen (Queen Elizabeth und Richelieu), sowie vier Kreuzern (Cumberland, Suffolk, Ceylon, Tromp) und sechs Zerstörern. Ein weiteres Geschwader unter Kapitän A. L. Poland mit drei Zerstörern war für die Zerstörung des wichtigsten japanischen Evakuierungskonvois verantwortlich. Die Bombergruppe 224 der Royal Air Force unter Air Commodore Percy Bernard leistete den Luftschutz für Landungen von ihren Flugplätzen bei Toungoo und Ramree Island.
Bevor die Landung erfolgen konnte, mussten die japanischen Küstenbefestigungen an den Ufern des Flusses ausgeschaltet werden. Eine besondere Sorge war die Anwesenheit einer Artilleriebatterie am Elephant Point am Westufer des Flusses. Die Typographie des Gebietes sorgte dafür, dass die Batterie nicht durch Artilleriebeschuss oder Luftangriffe zerstört werden konnte, und Wetterbedingungen verhinderten einen frühen amphibischen Angriff. Also wurde zusätzlich beschlossen, dass ein Tag vor der Durchführung der amphibischen Landung ein Fallschirm-Bataillon in der Nähe von Elephant Point mit der Aufgabe des Angriffs und der Zerstörung der Batterie abzusetzen.
Am 1. Mai um 5.45 Uhr wurde aus 38 Dakota-Transportflugzeugen ein Bataillon von Gurkha-Fallschirmjägern am gegenüberliegenden Ufern des Flusses abgesetzt. Über der Stadt fliegende Maschinen nahmen am Dach des Stadt-Gefängnisses die Aufschrift „Japs Gone“ und „Extract Digit“ wahr. Der Kommandeur der 110. Luft-Staffel, Major A. E. Saunders landete darauf mit einer Mosquito am Flugplatz Mingaladon und erfuhr, dass die Japaner die Stadt schon am 29. April verlassen hatten. Bis zum 3. Mai 1945 wurde die gesamte indische 26. Division im Hafen gelandet und besetzte Rangun.

## Ergebnis

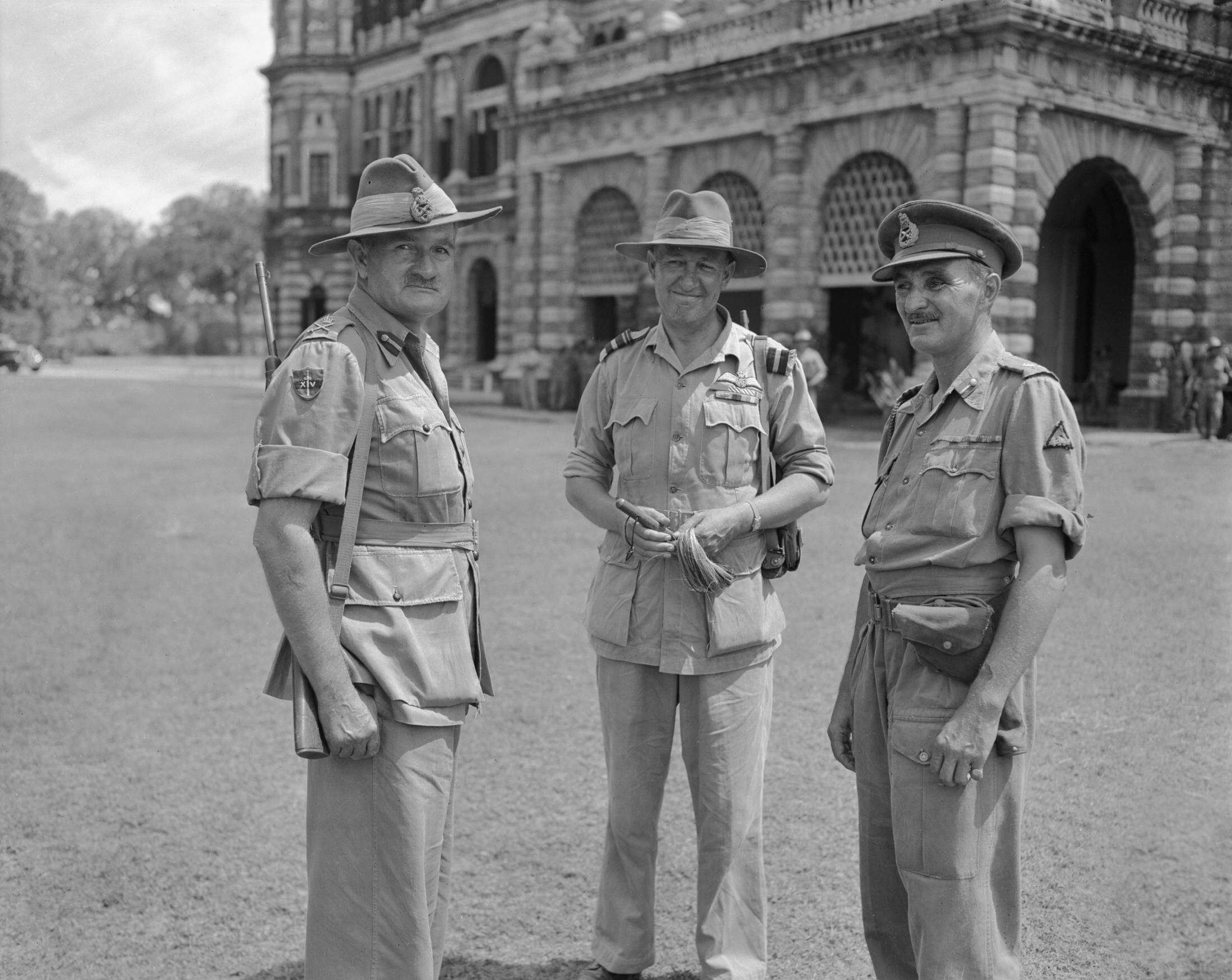
Generalleutnant Sir William Slim, Air-Vizemarschall Vincent und Generalmajor Henry M. Chambers in Rangun am 8. Mai 1945

Der Erfolg der Operation Dracula bedeutete noch nicht das sofortige Ende des Krieges in Burma, aber der Widerstand der japanische Besatzung war gebrochen. Nur mehr zwei Divisionen der Armee Sakurai konnten sich nach Osten zum Sittang durchschlagen und leisteten noch bis zum Kriegsende Widerstand. Ansonsten war Burma, das japanische Sprungbrett für den 1942 geplanten Vorstoß nach Indien, endgültig verloren. Die japanischen Truppen hatten wie ihre Gegner über drei Jahre ohne Unterbrechung unter harten Bedingungen gekämpft und die meisten Verluste im Dschungelkampf durch Fieber- und andere Krankheiten erlitten.
Die Botataung-Pagode von Rangun, die im November 1943 durch einen missglückten Luftangriff der Alliierten zerstört wurde, wurde bald wieder aufgebaut. Der Hauptbahnhof der Stadt, der größte des Landes, wurde ebenfalls umgebaut, während das Zentralgefängnis von Rangun mit seinen langen Flügeltrakten, abgerissen wurde. Viele der kolonialen Gebäude der ehemaligen Hauptstadt, einschließlich des berühmten Sekretariatsgebäudes, waren beschädigt, blieben aber für die benötigte Infrastruktur intakt. Lord Mountbatten sagte nach dem Fall von Rangun in einem Tagesbefehl: „Die Befreiung Burmas, nicht nur gekennzeichnet durch die erfolgreiche Durchführung der ersten Etappe unseres Vormarsches, wird auch das Sprungbrett für weitere und größere Siege sein.“